# 葉里溫白蘭地公司

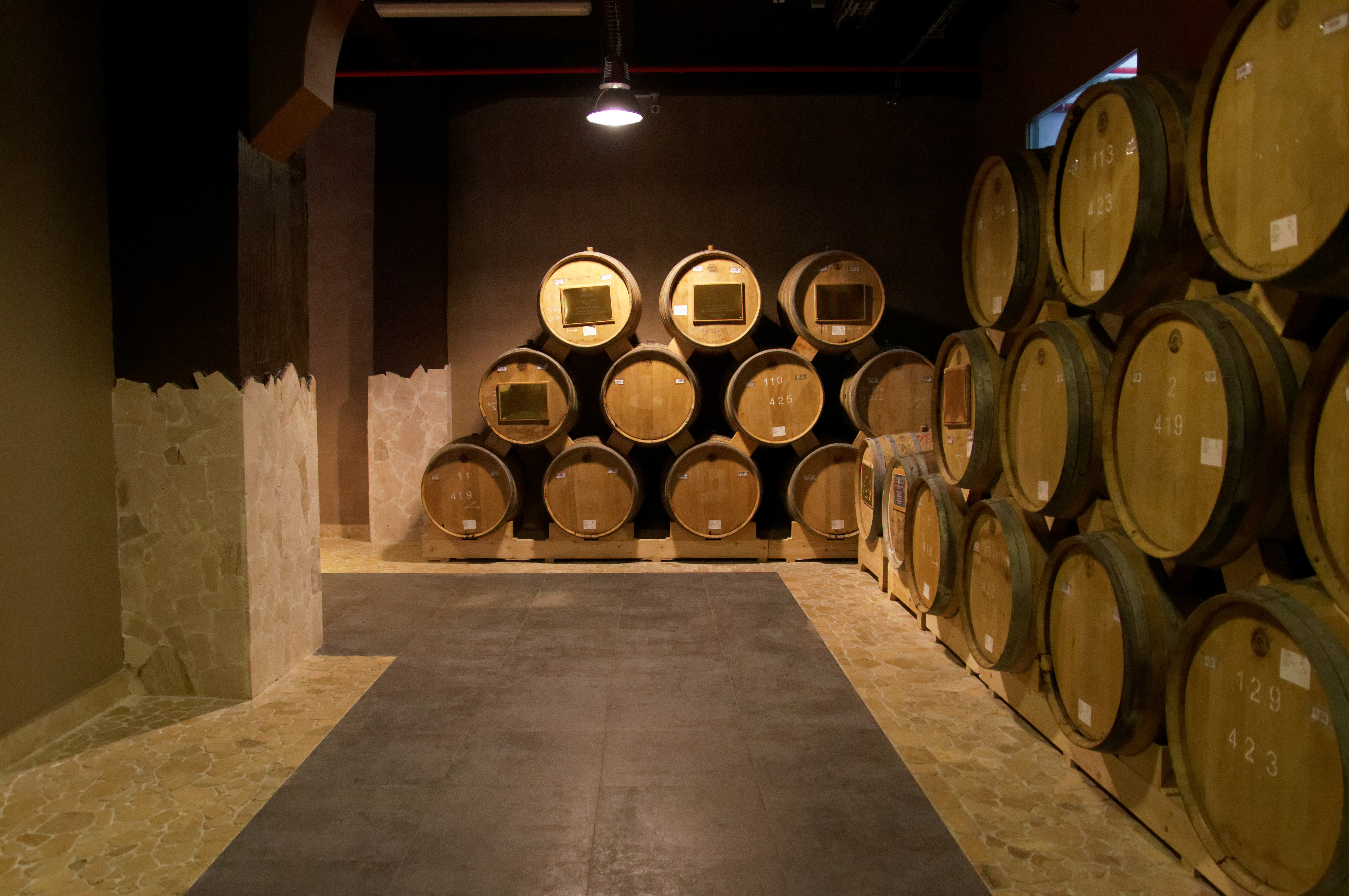
葉里溫白蘭地公司

葉里溫白蘭地公司（YBC）是亞美尼亞的一家釀酒企業，也是亞美尼亞國內釀酒業的龍頭企業，主要品牌是亞拉拉特山白蘭地。葉里溫白蘭地公司也大量向俄羅斯、烏克蘭、白俄羅斯出口白蘭地。俄羅斯市場佔其85%的出口。葉里溫白蘭地公司成立於1887年。